# Archives départementales de la Haute-Corse
Les archives de Corse (ex département de Haute-Corse) sont un service de la direction du patrimoine de la collectivité de Corse (conseil général de la Haute-Corse (Corse, France), avant fusion.

## Histoire

### Le bâtiment
Les archives sont nées à l'occasion de la création du département en 1976. Un bâtiment dédié a été construit en 1990.
L'édifice des archives départementales de la Haute-Corse est l’œuvre des architectes Dominique Villa et Jean Michel Battesti.

### Les directeurs
- 1976-1977 : Marie-Claude Bartoli
- 1978-1983 : Jean-Bernard Lacroix
- 1985-1987 : Marc Daliphard
- 1987-1992 : Louis Bergès
- 1992- 2000 : Juliette Nunez
- 2002- 2017 : Dominique Devaux
- depuis 2018 : Pierre-Jean Campocasso

## Fonds
D'une capacité de 13 000 mètres linéaires, les archives regroupent actuellement 5 050 mètres linéaires de documents.
Les archives mettent à disposition une consultation par Internet du cadastre, en attendant la numérisation des inventaires et des catalogues ainsi que des fonds les plus demandés.

## Pour approfondir